# Келин, Николай Андреевич
Никола́й Андре́евич Ке́лин (19 (31) октября 1896, станица Клетская, Усть-Медведицкий округ, Область Войска Донского — 9 января 1970, посёлок Желив, Чехословакия) — поэт и прозаик русского зарубежья (первая волна эмиграции), врач, донской казак. Участник Первой мировой и Гражданской войн.

## Жизнь и творчество
Родился 19 (31) октября 1896 года в станице Клетской Усть-Медведицкого округа в Области Войска Донского. В 1908 году поступил в Реальное имени атамана графа М. И. Платова училище в окружной станице Усть-Медведицкой, затем в Военно-медицинскую академию (Санкт-Петербург), но академию не закончил из-за Первой мировой войны. Был зачислен в Константиновское артиллерийское училище, после окончания училище получил офицерское звание, служил в 12-й армии Северного фронта командиром батареи. Был контужен, вернулся на Дон и участвовал в Гражданской войне, против красных. После этого эмигрировал. Жил с 1920 года в Чехословакии, окончил медицинский факультет Карлова университета в Праге, работал врачом в посёлке Желив Чехословакии. Писал стихи, которые печатали эмигрантские издания, является автором книги «Казачья исповедь». В этой книге Николай Андреевич рассказал о своей судьбе, а также о переписке и встречах с Михаилом Александровичем Шолоховым. В 1957 году Келин Николай Андреевич приезжал в СССР, чтобы встретиться с родственниками. Он вспоминал в своей книге «Казачья исповедь», что хотел увидеть донского писателя Михаила Шолохова, позвонил ему и Шолохов его пригласил в станицу Вёшенскую. Встреча Келина и Шолохова длилась не менее шести часов. На следующий день Николай Андреевич уехал в родную станицу Клетскую, поездку организовал Михаил Шолохов В станице Клетской Келин встретился со своей 90-летней тётей. Николай Андреевич писал в «Казачьей исповеди»:

Конечно, самым ярким впечатлением от поездки осталась встреча с Шолоховым. Я буквально жил ею — рассказывал о писателе знакомым казакам; писал Михаилу Александровичу письма, не надеясь получить ответ.
В 1960 году Келин вновь был в гостях у Михаила Шолохова в станице Вёшенской.
Скончался 9 января 1970 года в посёлке Желиве Чехословакии, похоронен на православном Ольшанском кладбище.